# Eurhynchium pirottae
Eurhynchium pirottae là một loài rêu trong họ Brachytheciaceae. Loài này được Brizi Limpr. mô tả khoa học đầu tiên năm 1896.